# Europäischer Gewerkschaftsverband für den Öffentlichen Dienst

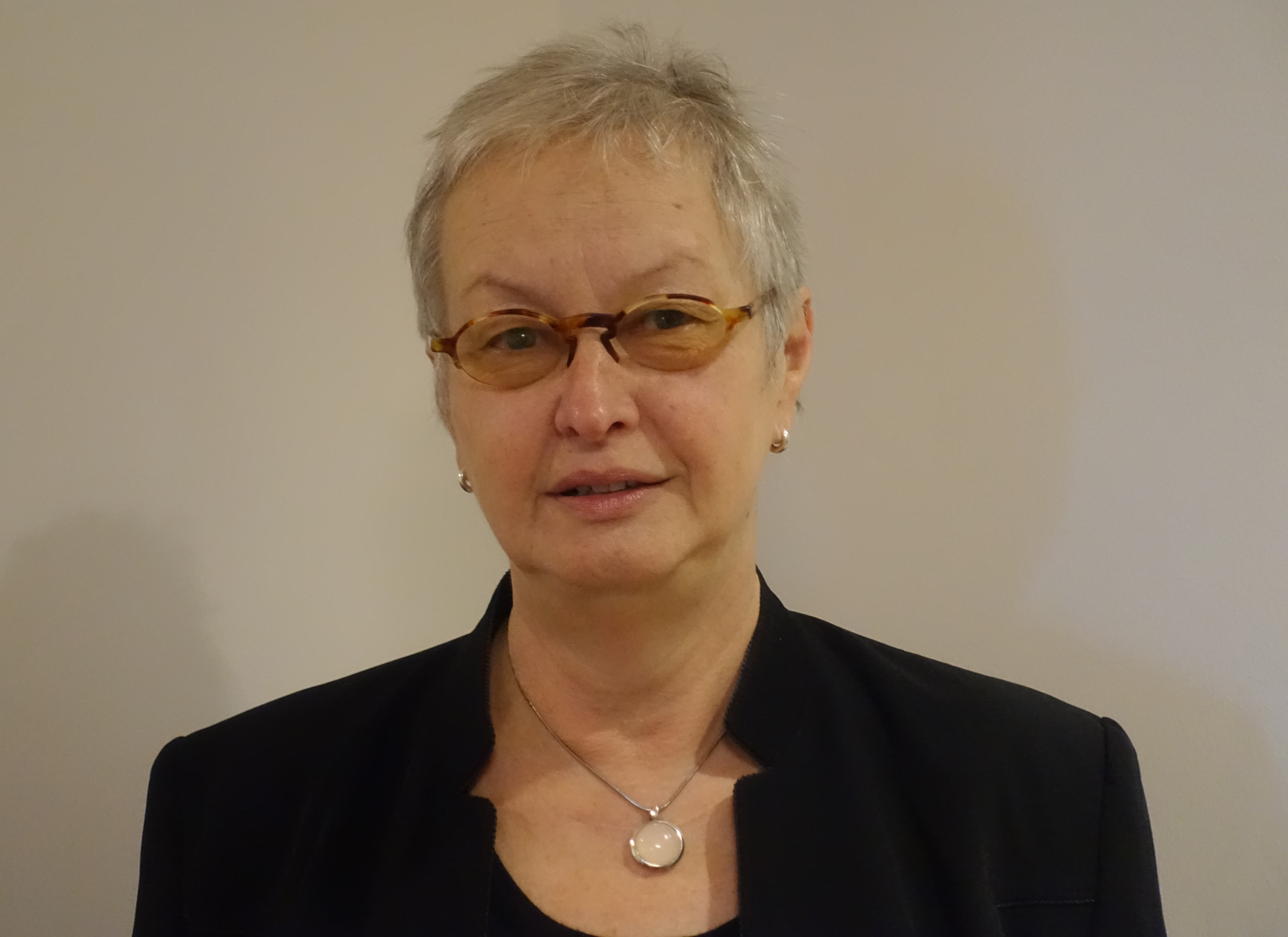
Carola Fischbach-Pyttel Generalsekretärin des Europäischen Gewerkschaftsverbandes für den Öffentlichen Dienst von 1996 bis 2014

Der Europäische Gewerkschaftsverband für den Öffentlichen Dienst (EGÖD), engl. European Federation of Public Service Unions (EPSU) ist ein Europäischer Gewerkschaftsverband mit Sitz in Brüssel. Er vertritt 8 Millionen Mitglieder in etwa 270 Gewerkschaften in 49 Ländern. Der EGÖD ist die europäische Regionalstruktur der Internationale der Öffentlichen Dienste (IÖD) / Public Services International (PSI) und Mitglied des Europäischen Gewerkschaftsbundes.

## Fachbereiche
- Gesundheit und Soziale Dienste
- Kommunal- und Regionalverwaltungen
- Bundes-/Zentralverwaltungen / Europäische Behörden
- Ver- und Entsorgung

Ausschüsse
- Frauen- und Chancengleichheit
- Jugend

Arbeitsgruppen
Feuerwehr, Strafvollzug, Soziale Dienste, aber auch themenbezogen: internationale Handelsabkommen
Europäische Betriebsräte z. B. bei Engie, Veolia, Capio, Falck

## Funktionsweise und Themenschwerpunkte
- Vertretung gegenüber europäischen Institutionen durch Gespräche, Redeauftrite, Teilnahme an formalen Konsultationen
- Lobbying, z. B. Neuordnung der öffentlichen Vertragvergabe 2014
- Kampagnen, z. B. Verteidigung von Gewerkschaftsrechten in der Türkei, Steuergerechtigkeit
- Europäische Bürgerinitiative "Recht auf Wasser"
- sozialer Ungleichheit in Europa
- Digitalisierung der Arbeitswelt und der Klimawandel
- Vernetzung, um stärkere Durchsetzung zu erreichen

Präsidentin des EGÖD ist Mette Nord, Generalsekretär ist Jan Willem Goudriaan.
Sekretariat in Brüssel mit 19 hauptamtlichen Beschäftigten, darüber hinaus Regionalbüros in Moskau, Bukarest, Kiew und Prag.
EGÖD-Kongresse finden alle fünf Jahre statt, der letzte vom 4. bis 7. Juni 2019 war in Dublin. Neu zur EGÖD-Präsidentin gewählt wurde die Norwegerin Mette Nord. Die 60-Jährige ist die Präsidentin der Gewerkschaft Fagforbundet mit über 367000 Mitgliedern. Nord löst Isolde Kunkel-Weber ab.

## Mitgliedsgewerkschaften in Deutschland, Österreich und der Schweiz
Mitgliedsorganisationen sind
- aus Deutschland: ver.di, Marburger Bund und der Zentralverband Deutscher Schornsteinfeger,
- aus Österreich: die Gewerkschaft GPA, die GÖD / FSG, die VAAÖ, vida und younion.
- aus der Schweiz: Schweizerischer Verband des Personals öffentlicher Dienste.